# Neothremma
Neothremma is een geslacht van schietmotten van de familie Uenoidae.

## Soorten
- N. alicia GS Dodds & FL Hisaw, 1925
- N. andersoni Wiggins, 1975
- N. didactyla HH Ross, 1949
- N. genella DG Denning, 1966
- N. mucronata Wiggins & RW Wisseman, 1992
- N. prolata Wiggins & RW Wisseman, 1992
- N. siskiyou DG Denning, 1975